# Гута (Деражнянский район)
Гу́та (укр. Гута) — село в Деражнянском районе Хмельницкой области Украины.
Население по переписи 2001 года составляло 104 человека. Почтовый индекс — 32251. Телефонный код — 3856. Занимает площадь 0,589 км². Код КОАТУУ — 6821581202.

## Местный совет
32251, Хмельницкая обл., Деражнянский р-н, с. Волосское, ул. Садовая, 36